# 로디지아의 목소리를 상승시키리
로디지아의 목소리를 상승시키리(영어: Rise O Voices of Rhodesia 라이즈 오 보이시즈 오브 로디지아[*])는 로디지아의 국가로, 메리 블룸이 작사하였다. 곡조는 베토벤이 작곡한 환희의 송가에서 유래했다.

## 가사
1절
Rise, O voices of Rhodesia,
God may we thy bounty share,
Give us strength to face all danger,
And, where challenge is, to dare.
Guide us, Lord, to wise decision,
Ever of thy grace aware,
Oh, let our hearts beat bravely always,
For this land within thy care.
2절
Rise, O voices of Rhodesia,
Bringing her your proud acclaim,
Grandly echoing through the mountains,
Rolling over far flung plain.
Roaring in the mighty rivers,
Joining in one grand refrain,
Ascending to the sunlit heavens,
Telling of her honoured name.

## 해석
1절 번역
상승하라, 로디지아의 목소리들이여, 
주님의 자원을 우리가 나눠가지오니,
적들을 상대할 힘을 주시고,
고난을 만나면 도전하도록 인도하소서.
주님, 저희를 현명한 선택으로 이끌어주소서,
당신의 은총을 아는 만큼,
우리의 심장이 항상 용맹히
그대가 지키는 이 나랄 위해 뛰게하소서.
2절 번역
상승하라, 로디지아의 목소리들이여,
그대의 자랑스런 환호를 가져오니,
산들 사이에 메아리치고,
평야 위를 난다네.
위대한 강들 위에 울리며,
하나의 화음을 완성하니,
태양이 비추는 저 하늘 높이,
그대의 이름 빛내네!